# Lima Challenger 1994
Il Lima Challenger 1994 è stato un torneo di tennis facente parte della categoria ATP Challenger Series nell'ambito dell'ATP Challenger Series 1994. Il torneo si è giocato a Lima in Perù dal 10 al 16 ottobre 1994 su campi in terra rossa.

## Vincitori

### Singolare

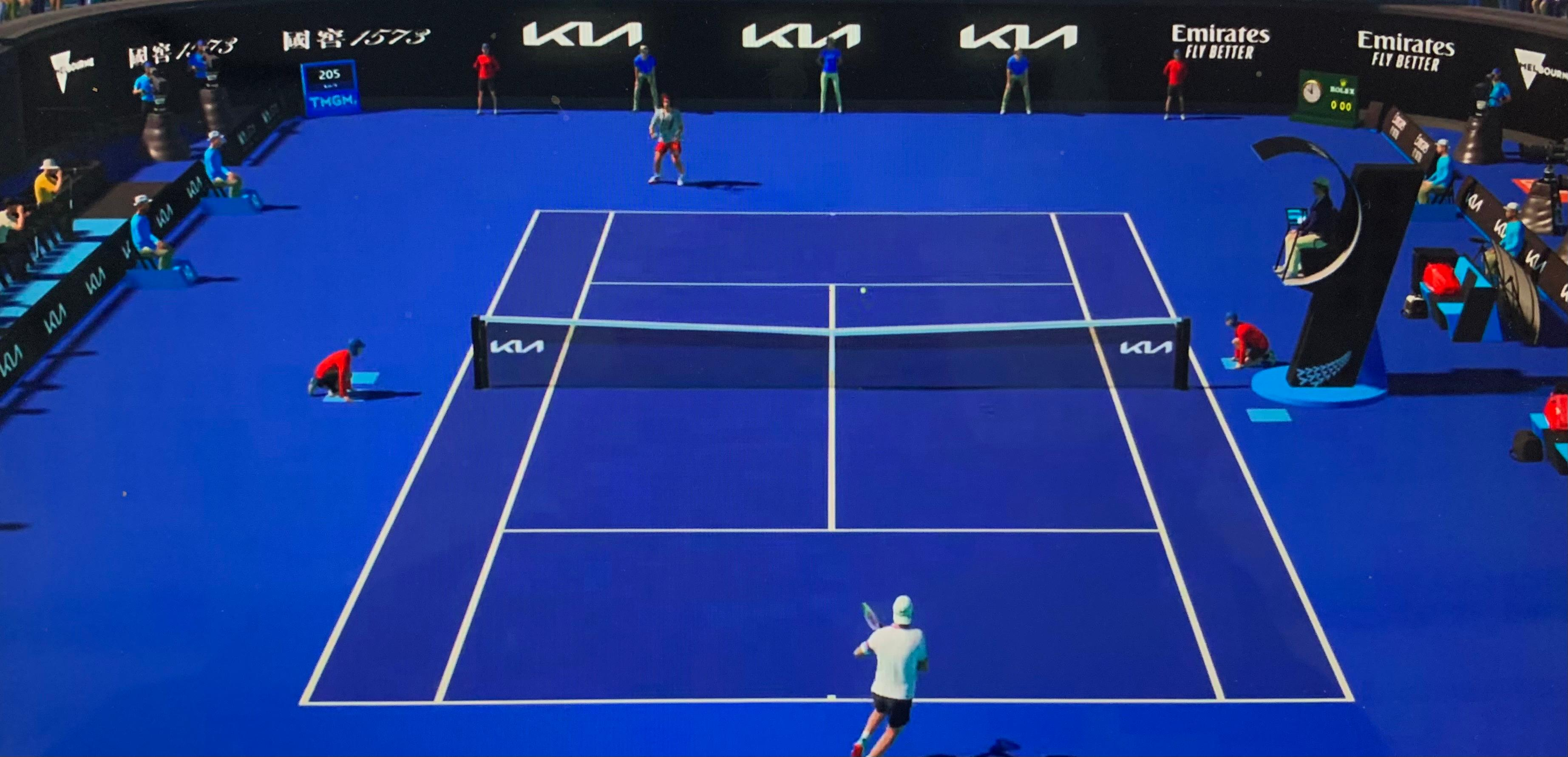
Lima Challenger 1994.

Christian Ruud ha battuto in finale  Hernán Gumy con il punteggio di 3–6, 7–5, 6–3.

### Doppio
Gastón Etlis /  Juan-Ignacio Garat hanno battuto in finale  João Cunha e Silva /  Nuno Marques con il punteggio di 6–4, 6–7, 7–6.